# Gejski separatizam
Gejski separatizam (engl. gay separatism) uvjerenje je prema kojem bi muške homoseksualne osobe trebale stvoriti vlastito društvo, a uključuje pozive za muška mjesta namijenjena gejevima (gay-muškarci). 
Stari su Grci uglavnom bili tolerantni prema homoseksualnosti i istospolnim odnosima te su spolovi bili odijeljeni — ta je norma dovela do formiranja istospolnih zajednica u Tebi.
Premda danas skoro sve LGBTQ udruge promiču prava gejeva uz prava lezbijki i transrodnih osoba, u SAD-u su postojale organizacije predvođene feministicama lezbijkama. Te su lezbijke vjerovale da gejevi i lezbijke nemaju mnogo toga zajedničkog; spol i rodni identitet dijele ljude.
Gej Lee Craig Schoonmaker protivio se integraciji biseksualaca.